# Celama melaleuca
Celama melaleuca är en fjärilsart som beskrevs av George Francis Hampson 1901. Celama melaleuca ingår i släktet Celama och familjen trågspinnare. Inga underarter finns listade i Catalogue of Life.